# Marco Eschrich
Marco Eschrich (* 1981 in Hutthurm, Landkreis Passau) ist ein deutscher Schauspieler bei Film, Fernsehen und Theater, sowie ein Regisseur und Kabarettist.

## Leben und Karriere
Marco Eschrich wurde in Hutthurm geboren und begann sein Studium 2001 bis 2007 an der LMU München in Statistik.
2015 erhielt er Schauspielunterricht bei Doro Engel und absolvierte von 2016 bis 2019 die Schauspielausbildung an Internationale Schule für Schauspiel und Acting (ISSA) in München.
In Film und Fernsehen wurde er bekannt durch seine Rolle des Kriminalhauptkommissar Piontek in der ARD-Fernsehreihe Ein Krimi aus Passau, Tonio und Julia und seinen wiederkehrenden Rollen in der ZDF-Reihe Aktenzeichen XY … ungelöst.
2020 wurde unter seiner Regie sein Theaterstück Abteistraße bei der Internationale Schule für Schauspiel und Acting in München uraufgeführt.

## Filmografie (Auswahl)
- 2014: Die Tote aus der Schlucht (Fernsehfilm)
- 2014: Tator – die letzte Wies’n (Fernsehreihe)
- 2014–2017: Dahoam is Dahoam (Fernsehserie)
- 2015: Schweinskopf al dente  (Kinofilm)
- 2015: Der geilste Tag (Kinofilm)
- 2015: Snowden (Kinofilm)
- 2015: Sturm der Liebe (Fernsehserie)
- 2015–2017: Die Rosenheim Cops (Fernsehserie)
- 2015: Kommissar Pascha (Fernsehfilm)
- 2015: Monaco 110 (Fernsehserie)
- 2015: Grünwald Freitagscomedy (Late-Night-Show)
- 2015: Die Komiker (Comedyserie)
- 2015: Mord in bester Gesellschaft (Fernsehserie)
- 2015: Der Alte (Fernsehserie)
- 2016: Falsche Siebziger (Fernsehfilm)
- 2016: Sturm der Liebe (Fernsehserie)
- 2016: Polizeiruf 110: Sumpfgebiete (Fernsehreihe)
- 2017: Tonio und Julia (Fernsehserie)
- 2018: World Order (Kinofilm)
- 2018: Rosi (Fernsehfilm)
- 2018: Watzmann ermittelt (Fernsehserie)
- 2019: Die Donau ist tief. Ein Krimi aus Passau (Fernsehreihe)
- 2019: Frühling-Spuren der Vergangenheit (Fernsehreihe)
- 2022: Zu jung zu sterben. Ein Krimi aus Passau (Fernsehreihe)
- 2023: Hubert ohne Staller (Fernsehserie)

## Theater (Auswahl)
Bräuhaus-Ensemble Passau
- 2007: Weg vom Fenster (Regie: Hans Witzlinger)
- 2010: Da Rambo vo Gruabweg (Regie: Hans Witzlinger)

ISSA-Bühne München
- 2019: Die Geburtstagsfeier (Regie: Bina Schröer)
- 2020–2023: Abteistrasse (Regie: Marco Eschrich)[5]

Theater Germering
- seit 2024: Achtung Deutsch![6] (Regie: Julian Brodacz)

## Kabarett (Auswahl)
- 2014: Comedy-Slam Trier (Moderation: Peter Stablo)
- 2014–2015: Blickpunkt Spot im Vereinsheim Schwabing (Moderation: Moses Wolff)
- 2015: G’lacht um Acht in Ali’s Mosaik-Bar Feldmoching (Moderation: Michi Dietmayr, Marco Pagnin)
- 2016: G’mischte Schlachtplatt’n im Schlachthof München (Moderation: Michi Dietmayr)